# Hallmark Playhouse
Hallmark Playhouse a fost un serial-antologie difuzat de postul de radio CBS, care a prezentat adaptări radiofonice ale unor opere literare. A fost difuzat de la 10 iunie 1948 până la 1 februarie 1953 și a fost descris de un autor ca „un program care a atins în mod constant cele mai înalte niveluri de producție, calitate și valoare”. Începând din 8 februarie 1953 programul a suferit modificări de titlu, gazdă și format. El a continuat să fie difuzat tot de CBS ca Hallmark Hall of Fame până pe 27 martie 1955.

## Personal
James Hilton a fost prezentatorul serialului Hallmark Playhouse. Vedetele de la Hollywood au avut adesea roluri principale în episoadele serialului. Unii dintre cei mai cunoscuți actori care au jucat în aceste adaptări radiofonice au fost Ethel Barrymore, Ronald Colman, Joan Fontaine, Gregory Peck și Jane Wyman. Frank Gast a fost crainic. Lyn Murray a realizat acompaniamentul muzical. Dee Engelbach și Bill Gay au fost producători. Printre scenariști s-au numărat Jack Rubin și Jean Holloway.

## Episoade
În lucrarea de referință On the Air: The Encyclopedia of Old-Time Radio, istoricul radioului John Dunning a scris că prezentatorul Hilton a fost cel care a ales materialul ce a fost adaptat: „Hilton a anunțat planuri pentru „răscolirea” trecutului și pentru căutarea unor povești care nu au fost niciodată adaptate radiofonic în istoria de 2.000 de ani a literaturii scrise”. Acest obiectiv a fost ratat, cu toate acestea, încă la început; „The Devil and Daniel Webster” de Stephen Vincent Benét a fost episodul pilot al serialului, iar el fusese deja adaptat pentru radio în serialul Columbia Workshop.
„The Story of Silent Night”, prezentată în 1946, a fost citată de John V. Pavlik în cartea Masterful Stories: Lessons from Golden Age Radio. „Istoria prinde viață”, a scris Pavlik, „prin cercetarea riguroasă, dialogul splendid și orchestrațiile frumoase ale producției, inclusiv chitară acustică și cântece, mai ales cele cântate de un grup de copii”. El a adăugat că aranjamentul muzical și orchestrația episodului „subliniază resursele extraordinare, capitalul intelectual și talentul pur care au fost combinate în crearea unui program, ca Hallmark Playhouse ...”
Alte povești adaptate pentru acest serial au fost  „Penny Serenade”, Mândrie și prejudecată, The Citadel și Parnassus on Wheels.

## Hall of Fame
Spre deosebire de accentul pus pe teatru și pe literatura clasică de predecesorul său, Hallmark Hall of Fame a prezentat povești despre personalitățile din istoria Americii. Printre subiectele episoadelor au fost Lee de Forest și Mary Todd Lincoln.

### Personal
Lionel Barrymore a fost gazda Hallmark Hall of Fame. Frank Goss a fost crainic și Bill Gay a regizat o parte din episoade.

### Receptare critică
În numărul din 15 septembrie 1951 al revistei Billboard, Bob Francis a recenzat primul episod al sezonului 1951-1952 al serialului Hallmark Playhouse , care era o adaptare a piesei Quality Street a lui J. M. Barrie, cu Deborah Kerr în rolul principal. Francis a scris: „Adaptarea radiofonică a fost extrem de bine pusă la punct, păstrând clară linia poveștii și reținând aroma demodată a replicilor originale ale lui Barrie”. El a lăudat, de asemenea, publicitatea făcută în timpul programului, scriind că reclamele Hallmark „erau bine poziționate și temporizate — demne de atenție, dar fără distrage atenția de la interesul pentru poveste”.

### Recunoaștere
În 1952 Hallmark Playhouse a fost printre câștigătorii medaliilor de onoare pentru activitatea radiofonică acordate de Freedoms Foundation.

## Legături externe
- Log of episodes of Hallmark Hall of Fame from The Digital Deli Too Arhivat în 21 martie 2021, la Wayback Machine.
- Log of episodes of Hallmark Hall of Fame from Jerry Haendiges Vintage Radio Logs Arhivat în 22 martie 2016, la Wayback Machine.
- Log of episodes of Hallmark Hall of Fame from radioGOLDINdex Arhivat în 11 septembrie 2018, la Wayback Machine.
- Log of episodes of Hallmark Playhouse from Old Time Radio Researchers Group
- Log of episodes of Hallmark Playhouse from radioGOLDINdex Arhivat în 24 iunie 2016, la Wayback Machine.
- Episodes of Hallmark Playhouse from Old Time Radio Researchers Group Library Arhivat în 14 iulie 2017, la Wayback Machine.
- Episodes of Hallmark Playhouse from Zoot Radio
- Episodes of Hallmark Hall of Fame from Dumb.com Arhivat în 21 august 2019, la Wayback Machine.
- Episodes of Hallmark Hall of Fame from Old Time Radio Researchers Group Library Arhivat în 25 decembrie 2019, la Wayback Machine.